# NGC 1268
NGC 1268 is een spiraalvormig sterrenstelsel in het sterrenbeeld Perseus. Het hemelobject werd op 14 februari 1863 ontdekt door de Duits-Deense astronoom Heinrich Louis d'Arrest.

## Synoniemen
- PGC 12332
- UGC 2658
- MCG 7-7-56
- ZWG 540.93